# شيلدون جلاشو

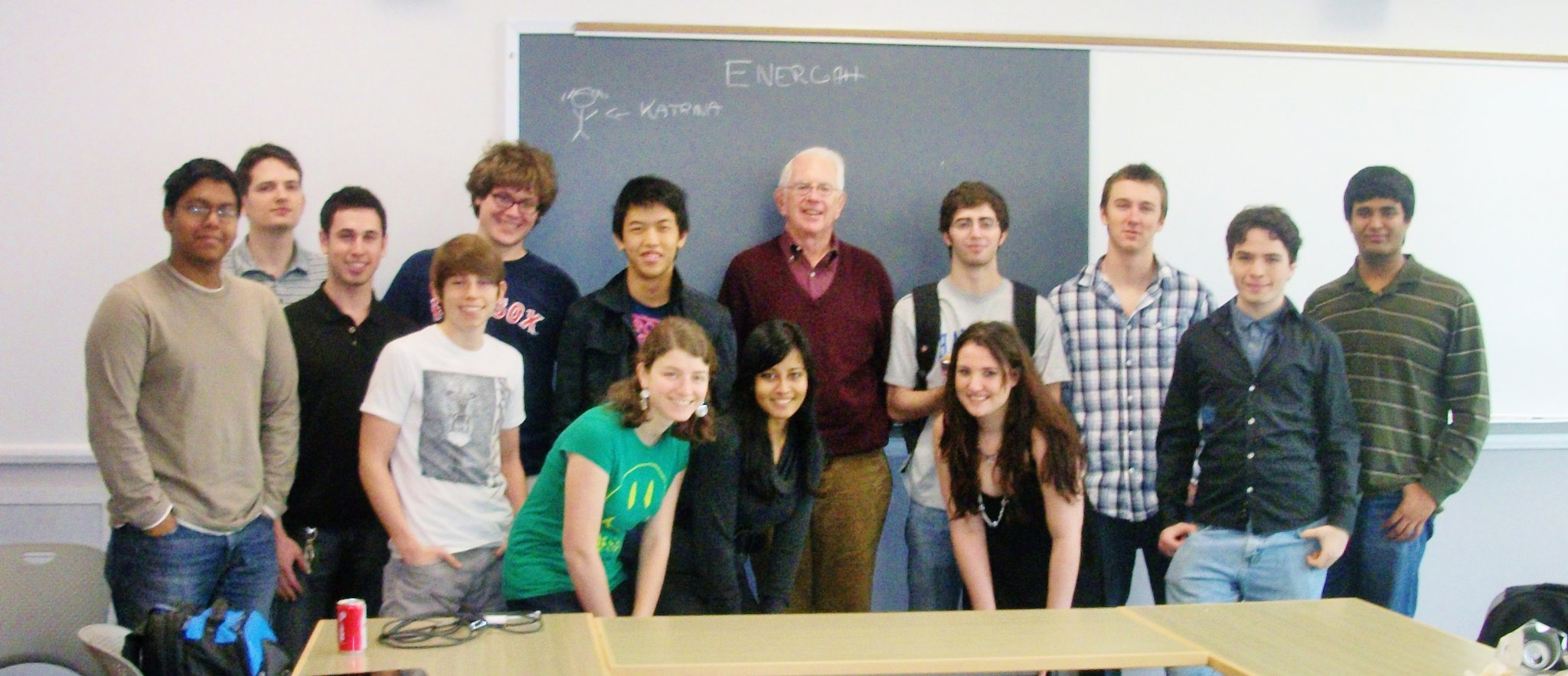
فئة الطاقة للبروفيسور غلاسكو KHC PY 101 ، في جامعة بوسطن ، كلية كيلاتشاند الفخرية (ربيع 2011)

شيلدون جلاشو  (بالإنجليزية: Sheldon Lee Glashow)‏ هو عالم فيزيائي أمريكي حاز على جائزة نوبل للفيزياء عام 1979 عن «اكتشافه تاثير تيار متعادل قصير المدى Z0 وأهميته في تأثير القوة الضعيفة». وقد شاركه في هذه الجائزة العالم الباكستاني محمد عبد السلام والعالم الأمريكي ستيفن واينبرج. ولد شيلدون جلاشو في 5 ديسمبر 1932، ويعمل استاذا للرياضيات والفيزياء بجامعة بوستن.

## روابط خارجية
- شيلدون جلاشو على موقع IMDb (الإنجليزية)
- شيلدون جلاشو على موقع الموسوعة البريطانية (الإنجليزية)
- شيلدون جلاشو على موقع الموسوعة البريطانية (الإنجليزية)
- شيلدون جلاشو على موقع مونزينجر (الألمانية)
- شيلدون جلاشو على موقع إن إن دي بي (الإنجليزية)